# Ext JS
Pour les articles homonymes, voir Ext.
 (octobre 2012).
Ext JS est une bibliothèque JavaScript permettant de construire des applications web interactives. C'était, au départ, une extension à la bibliothèque JavaScript YUI de Yahoo. Ext JS peut maintenant être utilisée avec les bibliothèques Prototype, jQuery ou encore toute seule.
Ext JS apporte un certain nombre de composants visuels comme des champs de formulaires avancés, des arbres, des tableaux, menu et barre d'outils, onglets, boîtes de dialogue.

## Historique
La version 2.0 est sortie le 4 décembre 2007. Il s'agit d'une amélioration majeure de la bibliothèque.
Le passage à la version 2.1, sorti le 20 avril 2008, s'est vu accompagné d'un changement de licence, passant de la LGPL v3 à la GPL v3, ce qui souleva quelques mécontentements de la part de certains utilisateurs.
La version 2.2, sortie le 4 août 2008, apporte quelques améliorations comme la gestion de l'historique, le groupement de boîtes à cocher/radio boutons ou encore un composant de téléchargement en amont (upload). Ce n'est pas une version majeure, mais elle est entièrement compatible avec Firefox 3.
Le 15 juin 2010, la fusion de Ext JS avec JQTouch (en) et Raphaël est annoncée formant une nouvelle organisation nommée Sencha Inc..
La version 4.0 est sortie le 5 mai 2011.
La version majeure 5.0, est sortie le 02 juin 2014
Le 9 juin 2011, pour le support de IE9, mise à jour des versions : 4.0.2 et 3.4.
Le 24 avril 2012, Ext JS passe à la version 4.1 avec le souci d'améliorer les performances.
La version 6.0.0 de ExtJS est sortie en juillet 2015 et propose une fusion des deux produits phares de Sencha ExtJS et Sencha Touch